# عبد العزيز الهزاع
عبد العزيز بن عبد الرحمن الهزّاع (2 رجب 1356 هـ / 6 سبتمبر 1937- 9 شعبان 1445 هـ / 19 فبراير 2024)، ممثل شعبي سعودي ولد في عنيزة في منطقة القصيم.

## حياته

### النشأة والتعليم
قدم والده هزاع المعلق الهزاع من البادية واستقر في عنيزة، وقد عاش يتيمًا بعد وفاة والدته وهو في الثالثة من عمره، ثم وفاة والده بعدها بخمس سنوات، بعد وفاة والديه كفله عبد العزيز الكغيل، ثم أدخله كُتَّابْ عبد العزيز الدامغ. التحق بأول مدرسة نظامية عام 1365 هـ، لكنه لم يكمل بها دراسته، بل سافر إلى الجبيل وهو في العاشرة من عمره، فعمل صبيًا ينقل إنتاج المزرعة إلى السوق.

### العمل
انتقل للعيش في الكويت في الستينات الميلادية وعمل في الجيش الكويتي، وأنجز عددًا من البرامج لإذاعة الكويت مثل: «البدوي والدكتور»، و«أبوكرشة في الورشة»، و«جولة الميكرفون»، و«اللصوص وصاحب الدماء». كما قدم في مسرح الأندلس في العاصمة الكويتية بعض تمثيلياته الفكاهية. ولم تكن بداية انطلاقته كما هو معروف عند الجميع وإنما كانت بداية انطلاقته من إذاعة السعودية. ثم انتقل بعدها للرياض بسبب ظروف عمله، حيث عمل في وزارة المالية في عام 1950، ثم انتقل إلى وزارة المعارف للعمل في سلك التدريس ما بين عامي 1951 و1957، ثم عمل في وزارة العمل والشؤون الاجتماعية عام 1962 والتي ظل يعمل بها حتى نُقِل إلى الرئاسة العامة لرعاية الشباب.

### موهبته
تحدث عنه الكثير من رجالات المجتمع والإعلام البارزين. لُقب بعدة ألقاب من أشهرها «جماعة في رجل»، حيث كان يقوم بتمثيل وتقليد 15 شخصية مختلفة في مشهد تمثيلي واحد، وقدم العديد من المسلسلات الإذاعية ومن أبرز أعماله شخصية أم حديجان. وشارك في مسرحية عريس لبنت السلطان.

### أبنائه
لديه تسعة أبناء (خمسة ذكور وأربع إناث)، ويكنى بـ أبو سامي.

## أعماله
| العمل                           | التاريخ | ملاحظات                              |
| ------------------------------- | ------- | ------------------------------------ |
| الجندي                          | 1956    | عمل درامي قدمه في الكويت في بداياته. |
| بدوي في طيارة                   | 1963    | إذاعة.                               |
| يوميات أم حديجان في ليالي رمضان | 1965    | إذاعة.                               |
| وسع صدرك                        |         | تلفزيون.                             |
| العرايس (مسلسل للأطفال)         |         | تلفزيون.                             |
| أبو كرشة في الورشة              |         | إذاعة.                               |
| البدوي والدكتور                 |         | إذاعة.                               |
| جولة الميكرفون                  |         | إذاعة.                               |
| اللصوص وصاحب الدماء             |         | إذاعة.                               |

## الوفاة
توفي الفنان عبد العزيز الهزاع في يوم الإثنين 9 شعبان 1445 هـ الموافق 19 فبراير 2024، عن عمر ناهز السادسة والثمانين.

## وصلات خارجية
- عبد العزيز الهزاع في قاعدة بيانات الأفلام العربية.
- شبكة أبو نواف في ضيافة الفنان عبد العزيز الهزاع.